# Teatro Nacional São João
El Teatro Nacional São João MHM (en portugués: Teatro Nacional São João, E.P.E., TNSJ}} es un teatro en la ciudad de Oporto, en Portugal. Se encuentra ubicado en la plaza da Batalha, en el centro histórico de la ciudad. 
Además del edificio base, este organismo incluye el Teatro Carlos Alberto y el Monasterio de São Bento da Vitória.

## Historia
Denominado originalmente Real Teatro de São João, el edificio original fue erigido en 1794 por orden de Francisco de Almada e Mendonça, autoridad principal de Oporto, con proyecto del arquitecto italiano Vicente Mazzoneschi, que había sido escenógrafo del  Teatro de São Carlos en Lisboa. El teatro original se construyó entre 1796 y 1798. Fue inaugurado con la comedia A Vivandeira el 13 de mayo de 1798, con la intención de conmemorar el cumpleaños del príncipe D. João (futuro D. João VI), por lo que, en los primeros tiempos, todavía llevaba el nombre de  Teatro do Príncipe.
La estructura interior del original Real Teatro de São João era similar a la del Teatro de São Carlos, y su composición se aproximaba a los teatros de tipo italiano que, en la época, se habían consolidado como norma de éxito.
En la década de 1870, cuando se llamaba Teatro Real, su director fue Antonio Reparaz, donde escribió y estrenó sus obras.
El 11 de abril de 1908, un violento incendio destruyó completamente el edificio.
Sin aceptar la pérdida, pronto se formó una comisión para su reconstrucción, que se inició en 1911, con proyecto del marques da Silva. Fue inaugurado el 7 de marzo de 1920. Fue adquirido por el Estado portugués en 1992, y fue objeto de obras de restauración entre 1993 y 1995.
Hoy en día, el edificio completamente reconstruido es uno de los edificios principales de la ciudad, siendo su principal misión la presentación de espectáculos teatrales, y el lugar de celebración de los principales espectáculos culturales de la ciudad, donde, en particular, tuvo lugar el festival PoNTI - Porto Natal Teatro Internacional.
En 2012, el teatro fue reclasificado como monumento nacional. La reclasificación, aprobada por el Consejo de Ministros, el 24 de mayo, fue publicada en el Diário da República el 10 de julio de 2012. El 7 de marzo de 2020 fue nombrado miembro honorario de la Ordem do Mérito.

## Características
El edificio actual, de aspecto robusto pero sin un estilo definido, se compone de una imponente fachada decorada con cuatro columnas jónicas, entre las que se abren tres ventanas de arco de medio punto y otras tantas puertas.
Internamente, la decoración de la sala de espectáculos y salas principales estuvo a cargo de los pintores Acácio Lino y José de Brito y los escultores Henrique Moreira, Diogo de Macedo y Sousa Caldas, siendo estos dos últimos los responsables de las cuatro figuras alegóricas colocadas en el friso del entablamento y que representan la Bondad, el Dolor, el Odio y el Amor.